# Dinosaur Jr.
Pour les articles homonymes, voir Dinosaur.
Dinosaur Jr. est un groupe de rock indépendant américain, originaire d'Amherst, dans le Massachusetts.

## Biographie
J Mascis et Lou Barlow jouent d'abord dans un groupe de punk hardcore nommé Deep Wound, entre 1982 et 1984, aux côtés d'un futur membre des Outpatients, avant de créer Dinosaur.
Le groupe commence sous le nom de Dinosaur, mais change rapidement car un autre groupe, The Dinosaurs, les menace de poursuites en justice s’ils ne le modifient pas. Est alors rajouté le suffixe « Jr. ». Le groupe sort ses trois premiers albums sous sa formation originale, puis Lou Barlow quitte le groupe pour former Sebadoh, Sentridoh et The Folk Implosion.
L'album qui suit, Green Mind, peut être en quelque sorte considéré comme un album solo de Jay Mascis car il a enregistré seul tous les instruments. Le groupe intègre ensuite Mike Johnson à la basse pour les concerts et l'enregistrement des albums. Il apparaît pour la première fois sur le single Whatever's Cool With Me publié en août 1991,. En 1993, ils participent à la B.O. du film Judgment Night avec le rappeur Del tha Funkee Homosapien. Toujours en 1993 sort l'album Where You Been qui est le plus grand succès du groupe avec plus de 300 000 exemplaires vendus aux États-Unis. En 1997, sur l'album Hand It Over, Murph, parti jouer avec les Lemonheads, est remplacé par George Berz.
En 2005, le groupe se reforme dans sa composition d'origine dans le cadre de concerts destinés à promouvoir la réédition de ses trois premiers albums sur le label Merge,,. Deux concerts de cette tournée (dont une date à Irving Plaza) figurent dans le DVD Live In The Middle East de 2007,.
En mai 2007, Dinosaur Jr. sort un album intitulé Beyond sur le label Fat Possum avec la formation originale Jay Mascis/Lou Barlow/Murph,,. Suivent les albums Farm (2009), et I Bet on Sky (2012), tous deux sortis sur le label Jagjaguwar.
En novembre 2013, Dinosaur Jr. publie un beau-livre qui retrace l'ensemble de sa carrière,.
Le onzième album studio du groupe, baptisé Give a Glimpse of What Yer Not, est publié le 5 août 2016,. En mai 2016, le groupe interprète un premier extrait de l'album, Tiny, sur le plateau de l'émission britannique Later... with Jools Holland. La sortie de l'album est accompagnée d'une tournée mondiale d'environ quatre-vingt dates, partagées avec notamment Jane’s Addiction et Living Colour.
Le 23 février 2021, le groupe annonce la sortie de son douzième album, nommé Sweep It Into Space. Un premier extrait, I Ran Away est publié pour l'occasion. L'album, dont la sortie est fixée au 23 avril 2021, est co-produit par Kurt Vile.
En septembre et octobre 2024, Dinosaur Jr. et The Flaming Lips assurent la première partie de Weezer lors de leur tournée nord-américaine, qui célèbre le trentième anniversaire du Blue Album.

## Membres

### Membres actuels
- J Mascis - guitare électrique, chant
- Lou Barlow - basse, chant (1984–1989, depuis 2005)
- Murph - batterie (1984–1993, depuis 2005)

### Anciens membres
- Mike Johnson - basse (1991-1997)
- George Berz - batterie (pour les concerts) (1993–1997)

## Discographie

### J Mascis
- 1996 : Martin & Me (versions acoustiques de morceaux de Dinosaur Jr extraits de divers albums)
- 2000 : More Light (J Mascis & the Fog)
- 2002 : Free so Free (J Mascis & the Fog)
- 2003 : The John Peel Sessions
- 2005 : Sing and Chant for Amma (J Mascis & Friends)
- 2006 : Live Acoustic at CBGB's : The First Acoustic Show
- 2011 : Several Shades of Why
- 2014 : Tied to a Star
- 2018 : Elastic Days

## Contributions
- Jay Mascis a contribué à l'enregistrement de l'album Goo de Sonic Youth.
- J Mascis a produit l'album Birdbrain de Buffalo Tom.
- J Mascis a composé et joué une partie de la B.O. du film Gas Food Lodging réalisé par Allison Anders en 1992.
- Jay Mascis joue de la batterie sur l'album Rise Above de Epic Soundtracks.
- Le morceau Out There figure sur la BO de Wayne's World 2.
- Jay Mascis participe à l'album solo de Thurston Moore Trees Outside Academy en 2007.
- Deux morceaux de Dinosaur Jr. en concert figurent sur la vidéo de la tournée européenne de Sonic Youth en 1991 The Year Punk Broke.
- Dans cette même vidéo, on peut voir une vidéo où Mascis et Kim Gordon (de Sonic Youth) se moquent gentiment de Uma Thurman, qui fréquentait le même lycée que J.
- En 1993, Dinosaur Jr. participe à la bande originale du film Judgment Night sur le titre Missing Link en compagnie du rappeur Del tha Funkee Homosapien.
- En 1994, Dinosaur Jr. participe à l'album hommage à Kiss (Kiss My Ass) en reprenant le morceau Goin' Blind.
- Le morceau Feel the pain issu de l'album Without a Sound figure sur la bande-son du jeu vidéo Guitar Hero : World Tour.
- Le morceau Said the people issu de l'album Farm est joué à la fin de l'épisode 2 de la saison 4 de Skins.
- Le morceau Almost Ready issu de l'album Beyond figure sur la bande originale du jeu vidéo Skate 3.
- Le groupe a repris le morceau Just Like Heaven de The Cure.

## Vidéographie

### DVD
- 2007 - Live In The Middle East
- 2012 - Bug Live at 9:30 Club: In The Hands of the Fans

### Vidéos promotionnelles
- 1987 : Little Fury Things
- 1988 : Freak Scene
- 1988 : No Bones
- 1989 : Just Like Heaven
- 1990 : The Wagon
- 1991 : Whatever's Cool with Me
- 1991 : Thumb
- 1992 : Get Me
- 1993 : Start Choppin'
- 1993 : Out There
- 1993 : Goin' Home
- 1994 : Feel the Pain
- 1995 : I Don't Think So
- 1997 : Take a Run at the Sun
- 1997 : I'm Insane
- 2007 : Almost Ready
- 2007 : Been There All the Time
- 2009 : Over It
- 2012 : Watch the Corners
- 2013 : Pierce the Morning Rain
- 2016 : Tiny
- 2016 : Goin Down
- 2021 : Garden
- 2021 : Take It Back